# Vaxholm
Vaxholm è una cittadina (tätort) della Svezia centrale, situata nella contea di Stoccolma; è il capoluogo amministrativo della municipalità omonima.

## Etimologia
Il nome è probabilmente preso dal nome dell'isola, Vaxön che veniva scritto Vaxö nel 1335. Il prefisso ha una interpretazione poco chiara e può essere vax, '(buona) vegetazione' o '(prosperosamente) crescente'.

## Storia
Già all'età dei vichinghi vivevano delle persone sulle isole intorno a Vaxholm, ma durava fino al tardo Duecento prima che appaiano le prime abitazioni sull'isola Vaxön.
All'inizio del Cinquecento il reggente Svante Nilsson Sture ordinò la costruzione di una fortezza sull'isola Vaxholmen, in seguito ad un ordine dal re Gustavo I per la maggiore fortificazione dell'archipelago di Stoccolma. La fortezza protesse Stoccolma due volte: nel 1612 contro i danesi e nel 1719 contro i russi. La costruzione originaria era un torre di legno, poi sostituito da un torre di mattoni. La fortezza visibile oggi veniva costruito tra il 1833-1863 ma alla fine della costruzione le armi erano migliorati a tal punto che la costruzione non era più capace di resisterle.
Nell'Ottocento la maggior parte degli abitanti di Vaxholm era costituita da pescatori; l'aringa di Vaxholm era molto richiesta a Stoccolma perché, venendo trasportata alla capitale ogni mattina, era fresca e non salata come gli altri pesci del tempo. Negli anni 1860 Vaxholm diventò una città molto popolare per le vacanze estive, soprattutto per le persone dalla piccola borghesia di Stoccolma che la consideravano più salubre della capitale inquinata.

## Monumenti e luoghi d'interesse

### Edifici civili
- Rådhuset, il Municipio, costruito nel 1885 e rimodellato nel 1925. Oggi sede dell'ufficio turistico e alcune imprese.
- Vattentornet, il serbatoio idrico a torre
- Hembygdsgården, museo all'aperto
- Vaxholms Hotell, l'Albergo di Vaxholm
- Villa Akleja, la vecchia casa degli pittori Johan Axel Gustaf e Eva Acke.

### Edifici militari
- Vaxholms kastell, il forte

### Edifici religiosi
- Gustav Adolfs kyrka, la Chiesa di Gustav Adolf